# Violant d'Aragó i de Guzmán
Violant d'Aragó i Guzmán va ser una noble aragonesa, filla natural de Martí el Jove, infant d'Aragó i rei de Sicília, i de la noble Àgata de Guzmán. Per matrimoni, va ser Comtessa de Niebla.
Va ser germana paterna de Frederic de Luna, duc d'Arjona, el qual li va regalar la Vila de Cuéllar. En aquesta vila va estar feta presonera per ordre del seu germà Frederic, amb la prohibició de poder sortir d'ella, perquè no intercedís per ell durant el seu presidi per la conjura per intentar apoderar-se de Sevilla, al qual encoratjava per lluitar en contra del seu espòs, el comte de Niebla, del qual vivia separada.
Es va casar en primeres noces amb Enric de Guzmán i Castella, II comte de Niebla, títol pel qual va ser coneguda. Rebutjada pel seu marit i sense haver tingut descendència, es va casar per segona vegada a l'any 1423 amb Martí Fernández de Guzmán, fill d'Àlvar Pérez de Guzmán, el qual també la va rebutjar i del qual tampoc va tenir fills.